# Aretha's Gold
Aretha's Gold is een compilatiealbum van Aretha Franklin dat werd uitgebracht in 1969 door Atlantic Records. De nummers van deze compilatie werden opgenomen in de Atlantic Studios in New York. Dit met uitzondering van "I Never Loved a Man (The Way I Love You)" en "Do Right Woman, Do Right Man". Deze twee nummers werden in de FAME Recording Studios in Muscle Shoals opgenomen.

## Tracklist
Kant 1
1. "I Never Loved a Man (The Way I Love You)" - 2:47
2. "Do Right Woman, Do Right Man" - 3:15
3. "Respect" - 2:26
4. "Dr. Feelgood" - 3:18
5. "Baby, I Love You" - 2:39
6. "(You Make Me Feel Like) A Natural Woman" - 2:37
7. "Chain of Fools" - 2:45

Kant 2
1. "Since You've Been Gone (Sweet Sweet Baby)" - 2:18
2. "Ain't No Way" - 4:12
3. "Think" - 2:15
4. "You Send Me" - 2:25
5. "The House That Jack Built" - 2:18
6. "I Say a Little Prayer" - 3:30
7. "See Saw" - 4:42